# 尚書增一
天龍座ω，又名BD+68 949，HD 160922、SAO 17576、HR 6596，是天龍座的一颗恒星，视星等为4.8，位于銀經99.08，銀緯31.87，其B1900.0坐标为赤經17h 37m 32.1s，赤緯+68° 31.87′ 15″。